# 馬德里女子足球會
馬德里女子足球會（Madrid Club de Fútbol Femenino），簡稱馬德里CFF，是一家西班牙女子足球球會，位於馬德里自治區中的聖塞瓦斯蒂安-德洛斯雷耶斯。球隊目前於西班牙女子甲組足球聯賽中角逐。

## 歷史
球隊在2010年成立。為了向皇家馬德里致敬，球隊選擇了白色作為其主場顏色，縱然兩家球會並沒有實際關連。 2014年，媒體曾經傳出皇家馬德里有意收購球隊，但最終未能證實。
2013年，在經歷三季於地區聯賽比賽後，球隊首次升上了乙組聯賽。四年後，球隊更首次升上西班牙女子甲組足球聯賽。

## 外部連結
- Madrid CFF 官方網站 （页面存档备份，存于） （西班牙語）